# Alexandru Kereskenyi
Alexandru Kereskenyi este un fost senator român în legislatura 2000-2004 ales în județul Satu Mare pe listele partidului UDMR. În 2016, Alexandru Kereskenyi este consilier în Consiliul județean Satu Mare. 